# Statistični urad Republike Slovenije
Statistični urad Republike Slovenije (kratica SURS) je slovenska vladna služba za izvajanje državne statistike.
Vlada Republike Slovenije je s 25. aprilom 2024 za generalno direktorico Statističnega urada Republike Slovenije imenovala Apolonijo Oblak Flander. Leta 2012 je SURS dobil zdajšnjo lokacijo na Litostrojski cesti. Prej je deloval na Parmovi ulici in Vožarskem potu.
Statistična raziskovanja poleg Statističnega urada Republike Slovenije kot pooblaščena izvajalca izvajata Banka Slovenije in Nacionalni inštitut za javno zdravje.

## Zgodovina
Statistične podatke za območje današnje Slovenije je v obdobju 1863-1918 zajemal Centralni statistični urad na Dunaju, za del ozemlja med Muro in Rabo pa od 1867 urad v Budimpešti. Leta 1919 je bil v okviru Splošne državne statistike ustanovljen statistični odsek za Slovenijo. Po njegovem zaprtju 1924 je centralizirana statistična služba delovala v okviru ministrstev. Od 13 ministrstev jih je 9 imelo statistične oddelke ali referate. Leta 1929 se je splošna državna statistika izločila iz ministrstva za socialo in priključila k predsedstvu vlade; okrajne statistične službe so bile ukinjene. Od 1931 je statistični urad delal v okviru ministrstva za notranje zadeve. Okupacijske sile so 1941-45 za svoje potrebe in posebne namene organizirale administrativne enote za zbiranje najnujnejših statističnih podatkov.
19. avgusta 1944 je bil pri predsedstvu SNOS ustanovljen Urad za statistiko z namenom, da zbira in proučuje statistično gradivo z vseh področij gospodarskega in javnega življenja Slovenije. Ta datum Statistični urad Republike Slovenije praznuje kot začetek slovenske državne statistike. 16. junija 1945 je bil pri predsedstvu Vlade Ljudske republike Slovenije ustanovljen Statistični urad Slovenije Državna statistika se je organizirala kot sestavna enota planske komisije. Centralno planiranje je povezalo državno evidenco in statistiko, kar je sčasoma deformiralo statistično stroko. Z reformo 1953 so statistiko institucionalno ločili od plana. 1953 je bil preimenovan v Zavod za statistiko in evidenco LR Slovenije, l. 1956 v Zavod LR Slovenije za statistiko, l. 1964 pa v Zavod SR Slovenije za statistiko. Veljalo je, da so bili vsi podatki javni, razen tistih, ki so bili zaščiteni z zakonom ali na zakonu temelječih predpisih. Zakon je omogočal samostojno mednarodno sodelovanje in izkazovanje. Vsebino dela državne statistike za potrebe federacije je določala Skupščina SFRJ, ustrezen republiški odlok pa je zavodu omogočal opravljanje dodatne statistike tudi za potrebe Slovenije.

### Po letu 1991
Po osamosvojitvi Slovenije 1991 je začel zavod sodelovati na konferenci evropskih statistikov v okviru Združenih narodov. Isto leto so bili vzpostavljeni strokovni stiki s statističnim uradom Evropske unije. Z zakonom o državni statistiki 1995 so bili uvedeni statistični svet in sosveti, zavod pa se je preimenoval v Statistični urad Republike Slovenije in postal vladna služba. Leta 2002 se je SURS uskladil s pravnim redom EU, leta 2004 pa je slovenska državna statistika postala del Evropskega statističnega sistema (ESS).

## Dejavnosti

### Popis prebivalstva
Od leta 2011 SURS popisa prebivalstva ne izvaja na terenu, ampak s povezovanjem registrov in baz.

## Zaposleni
Leta 2011 je bilo na SURS-u zaposlenih 367 ljudi, od teh 169 univerzitetno izobraženih. Konec leta 2023 je bilo na SURS-u 307 zaposlenih, od teh jih je bilo 88 % z najmanj visokošolsko izobrazbo.

## Generalni direktorji SURS-a
- Lojze Dular (1944–1945)
- Silva Exel Škerlak (1945–1948)
- Boris Debevec (1948–1951)
- Vojko (Vojan) Konvalinka (1951–1954)
- Rajko Kiauta (1954–1967)
- Franta Komel (1967–1981)
- Tomaž Banovec (1981–2003)
- Irena Križman (2003–2013)
- Genovefa Ružić (2013–2019)
- Bojan Nastav (2019–2020)
- Tomaž Smrekar (2020–2023)
- Apolonija Oblak Flander (2024–trenutno)

## Kritike
Leta 2020 je bil razrešen direktor Bojan Nastav, ki je bil leta 2019 izvoljen za pet let. Pojavili so se očitki o neprimernem vmešavanju vlade Janeza Janše in kršenju zakona, ki določa, da morajo biti pojasnjeni razlogi za razrešitev. Nastav je napovedal tožbo na upravnem sodišču.